# 山口真 (折り紙作家)
山口 真（やまぐち まこと、1944年 - ）は、日本の折り紙作家・研究家。東京都出身。おりがみはうす主宰。雑誌『折紙探偵団』編集長。日本折紙学会会員、Origami USA会員、British Origami Society会員。

## 来歴
日本折紙協会事務局員などを経て、折り紙作家として独立。日本を代表する折り紙作家として活躍し、日本折紙学会評議員、日本折紙学会事務局長、日本折紙協会理事などの要職を歴任している。折り紙に関する著書も多数ある。

## 著書
- トーヨーおりがみブックス
- 日本のおりがみ百科
- やさしいあそべるおりがみ百科
- 人気折り紙（ひと目でわかる!図解）
- 日本のおりがみ事典
- 英語で折り紙
- たのしい折り紙全集
- すてきでカンタンおりがみ事典
- かんたんおりがみ
- たのしいおりがみ事典
- ウルトラマンとかいじゅうたち
- ウルトラセブンとかいじゅうたち
- たのしいおりがみ
- たのしい折り紙ワールド
- 英語訳つき おりがみ
- 暮らしを楽しむ実用折り紙
- 四季のおりがみ百科
- 壁面おり紙スペシャルBOOK
- 英語で折り紙AtoZ
- 暮らしの折り紙雑貨
- カンタンかわいい おりがみパペットを100倍楽しむ本
- たのしいおりがみ事典
- 折り紙でかわいい壁飾り
- ちびまる子ちゃんの折り紙教室
- 四季のたのしいおりがみ事典
- 飾れる!贈れる!かわいい花の折り紙
- 親子でたのしむ やさしいおりがみ
- おりがみで作る 世界のクワガタ・カブトムシ
- 楽しい暮らしのおりがみ
- 新装版 折り紙の四季
- かわいい!女の子のおりがみ
- あそぼう!男の子のおりがみ
- 折り紙きせかえ人形
- 超迫力!恐竜のおりがみ
- 英語で教える折り紙コミュニケーション
- 超ウケる大人の折り紙 箸袋で箸置き。
- 親子であそぼう!おりがみようちえん
- 日本を伝える!英語で折り紙
- かわいい折り紙雑貨
- 暮らしに役立つ実用折り紙
- 暮らしの実用小物折り紙
- たのしいおりがみドールハウス
- すてきな折り紙
- 日本の伝承おりがみ
- あそべるおりがみ百科
- 新世代至高のおりがみ
- origami・dragons・premium
- 高雅な折り紙
- 端正な折り紙
- 水中生物の折り紙
- 秀麗な折り紙